# Reïna-Flor Okori
Reïna-Flor Okori Makendengue (Libreville, 2 maggio 1980) è un'ostacolista equatoguineana con cittadinanza francese.
Ha gareggiato per tutta la carriera per la nazionale di adozione, decidendo solo per i Giochi olimpici di Rio de Janeiro 2016 di rappresentare il paese natio dei genitori. Occasione in cui è stata portabandiera della delegazione nel corso della cerimonia di apertura della manifestazione.

## Biografia
Okori è nata in Gabon da genitori fuggiti dalle persecuzioni politiche in Guinea Equatoriale ad opera di Francisco Macías Nguema. Come giovane atleta, partecipa con i colori francesi ai Mondiali juniores del 1996 a Sydney e, dedicatasi unicamente agli ostacoli, vince gli Europei juniores del 1999 a Riga.
Nella sua carriera ha vinto tre volte il titolo nazionale seniores (nel 2004 e 2008 nei 100 metri ostacoli, nel 2012 nella gara indoor) e posizionandosi tre volte al secondo posto (nel 2005, 2006 e 2012); ha preso parte a quattro edizioni consecutive dei Giochi olimpici estivi, nell'ultima di esse, all'età di 36 anni, prima di abbandonare l'attività agonistica, decide di partecipare con la nazione originaria dei genitori, sperando di poter donare una medaglia alla Guinea Equatoriale. A causa però di un infortunio non prenderà parte alla gara.

## Palmarès
| Anno                                       | Manifestazione          | Sede           | Evento         | Risultato  | Prestazione | Note |
| ------------------------------------------ | ----------------------- | -------------- | -------------- | ---------- | ----------- | ---- |
| In rappresentanza della Francia            |                         |                |                |            |             |      |
| 1996                                       | Mondiali juniores       | Sydney         | 100 m hs       | Finale     | dq          |      |
| 1996                                       | Mondiali juniores       | Sydney         | Salto in lungo | 10ª        | 5,98 m      |      |
| 1998                                       | Mondiali juniores       | Annecy         | 100 m hs       | Batteria   | 13"73       |      |
| 1998                                       | Mondiali juniores       | Annecy         | Salto in lungo | 16ª (q)    | 5,98 m      |      |
| 1999                                       | Europei juniores        | Riga           | 100 m hs       | Oro        | 13"16       |      |
| 2001                                       | Universiadi             | Pechino        | 100 m hs       | 5ª         | 13"31       |      |
| 2004                                       | Giochi olimpici         | Atene          | 100 m hs       | Semifinale | 12"81       |      |
| 2005                                       | Europei indoor          | Madrid         | 60 m hs        | Batteria   | 8"27        |      |
| 2005                                       | Giochi del Mediterraneo | Almería        | 100 m hs       | 4ª         | 13"20       |      |
| 2005                                       | Mondiali                | Helsinki       | 100 m hs       | Semifinale | 12"99       |      |
| 2006                                       | Europei                 | Göteborg       | 100 m hs       | Semifinale | 13"08       |      |
| 2007                                       | Europei indoor          | Birmingham     | 60 m hs        | 6ª         | 8"08        |      |
| 2008                                       | Mondiali indoor         | Valencia       | 60 m hs        | Batteria   | 8"18        |      |
| 2008                                       | Giochi olimpici         | Pechino        | 100 m hs       | Semifinale | 13"05       |      |
| 2012                                       | Giochi olimpici         | Londra         | 100 m hs       | Semifinale | dq          |      |
| 2013                                       | Europei indoor          | Göteborg       | 60 m hs        | Batteria   | 8"22        |      |
| 2013                                       | Mondiali                | Mosca          | 100 m hs       | Semifinale | 13"15       |      |
| In rappresentanza della Guinea Equatoriale |                         |                |                |            |             |      |
| 2016                                       | Giochi olimpici         | Rio de Janeiro | 100 m hs       | Batteria   | dns         |      |